# Victoria Mwaka
Victoria Nakiboneka Mwaka é uma geógrafa e política ugandense. Foi vice-presidente da Assembleia Constituinte de 1994-95 e professora na Universidade Makerere.

## Biografia
Mwaka nasceu no distrito de Luweero. Durante sua infância, teve dificuldades para estudar:
Eu cresci em uma família poligâmica e o lema de nosso pai era que, se você falhar, não há espaço para tentar de novo: você precisaria sair da escola e começar a trabalhar, ou se casar. Como resultado, todas as minhas irmãs saíram da escola ainda no primário e os meninos se recusaram a estudar em virtude do dinheiro que poderiam conseguir trabalhando.
Em 1969, iniciou sua carreira como professora na Escola Secundária de Luweero. Em seguinda, atuou como professora assistente no Departamento de Geografia da Universidade Makerere, tornando-se depois chefe do mesmo departamento, posição na qual permaneceu por 12 anos.
Em 1991, tornou-se a primeira mulher professora titular do país e, entre 1991 e 1995, chefiou o Departamento de Estudos de Gênero e da Mulher na mesma universidade.
Desde 1993 mantém a Escola Secundária Modelo Victoria, em Luweero, na qual dedica-se ao atendimento educacional de meninas.

### Na política
Mwaka participou da Assembleia Constituinte de Uganda entre 1994 e 1995, atuando como sua vice-presidente. Voltou ao Parlamento em 2006, representando seu distrito natal, onde permaneceu até 2011, fazendo parte do 8º Parlamento.